# Los Baños (California)
Los Baños es una ciudad del condado de Merced, California, cerca del empalme de la Ruta Estatal 152 y la Interestatal 5. Según el censo del 2000, la población era de 25 869. Según las estimaciones de 2006 del World Gazetteer la población era de 35 054 personas. 
El nombre español de los baños proviene los humedales naturales formados por un manantial en el occidente del valle de San Joaquín. Aunque en español se escribe con "ñ" el nombre oficial en inglés suele aparecer con "n" (Los Banos). Sin embargo muchos letreros oficiales e incluso los de la Interestatal 5 sí llevan la "ñ". El aeropuerto principal es el Aeropuerto Municipal de Los Baños.

## Geografía
Los Baños está localizado en el lado oeste del valle de San Joaquín en un área al norte del Distrito de Aguas Westlands en las coordenadas de 37°3′44″N 120°50′39″O / 37.06222, -120.84417 (37.062356, -120.844174). Al oeste se encuentra el embalse de San Luis y la Interestatal 5, que va de norte a sur entre el Área de la Bahía y Los Ángeles.
Según la oficina del Censo de los Estados Unidos, la ciudad tenía un área total de 8.2 mi² (21.1 km²), de la cual, 8.0 millas cuadradas (20.8 km²) eran tierra y 0.1 millas cuadradas (0.3 km²) de ella (1.47 %) era agua. Los Baños se encuentra a aproximadamente 118 pies (36 m) sobre el nivel del mar.

## Demografía
Según el censo del 2000, había 25 869 personas, 7721 hogares y 6223 familias residiendo en la ciudad. La densidad poblacional era de 3218.7 personas por milla cuadrada (1242.3/km²). Había 8049 unidades habitacionales en una densidad de 1001.5/sq mi (386.5/km²). La composición estimada para la ciudad era de 58.61 % blancos, 4.25 % afrodescendientes, 1.35 % amerindios, 2.34 % asiáticos, 0.33 % polinesios, 26.90 % de otras razas, y 6.21 % de dos o más razas. Hispanos o latinos de cualquier raza eran el 50.44 % de la población. 
Había 7721 hogares de la cual 48.9 % tenía hijos viviendo menores a 18 años, el 62.5 % eran parejas casadas viviendo juntos, el 12.4 % eran mujeres divorciadas, y el 19.4 % eran solteros. El 15.8 % de todos los hogares eran individuos con el 7.0 % viviendo con alguien de 65 años o más. El promedio de una familia era de un hogar era de 3.33 y el de una familia de 3.69 personas.